# 경기도평택교육지원청
경기도평택교육지원청(京畿道平澤敎育支援廳, Pyeongtaek Office of Education)은 경기도 평택시를 관할하는 경기도교육청 산하의 교육지원청이다.
1995년 경기도평송교육지원청을 흡수·통합하였다. 교육장은 장학관으로 보한다.

## 연혁
- 1964년 1월 1일: 평택군교육청 설치
- 1987년 3월 30일: 평택군교육청에서 평택시교육청 분리
- 1991년 3월 26일: 평택군교육청이 경기도평송교육청으로, 평택시교육청이 경기도평택교육청으로 변경
- 1995년 6월 1일: 경기도평송교육청, 경기도평택교육청으로 흡수
- 2010년 9월 1일: 경기도평택교육지원청으로 변경

## 산하기관

### 초등학교
| - 가사초등학교 - 갈곶초등학교 - 계성초등학교 - 고덕초등학교 - 군문초등학교 - 내기초등학교 - 신영분교 - 덕동초등학교 - 동삭초등학교 - 반지초등학교 - 복창초등학교 - 부용초등학교 - 비전초등학교 - 삼덕초등학교 | - 서정리초등학교 - 서탄초등학교 - 내수분교 - 세교초등학교 - 소사벌초등학교 - 송북초등학교 - 송신초등학교 - 송일초등학교 - 송탄초등학교 - 송현초등학교 - 안중초등학교 - 어연초등학교 - 오성초등학교 - 용이초등학교 | - 원정초등학교 - 이충초등학교 - 자란초등학교 - 장당초등학교 - 종덕초등학교 - 죽백초등학교 - 지장초등학교 - 진위초등학교 - 산대분교 - 창신초등학교 - 청북초등학교 - 청옥초등학교 - 팽성초등학교 - 평일초등학교 | - 평택도곡초등학교 - 평택성동초등학교 - 평택송화초등학교 - 평택안일초등학교 - 평택중앙초등학교 - 평택지산초등학교 - 평택초등학교 - 합정초등학교 - 현덕초등학교 - 광덕분교 - 현일초등학교 - 현화초등학교 - 홍원초등학교 - 효덕초등학교 |

### 중학교
| - 도곡중학교 - 라온중학교 - 비전중학교 - 세교중학교 - 송탄중학교 - 신한중학교 | - 안일중학교 - 안중중학교 - 오성중학교 - 은혜중학교 - 이충중학교 - 장당중학교 | - 진위중학교 - 청담중학교 - 청북중학교 - 청옥중학교 - 태광중학교 - 평택여자중학교 | - 평택중학교 - 포승중학교 - 한광여자중학교 - 한광중학교 - 현화중학교 - 효명중학교 |

## 같이 보기
- 대한민국 교육부
- 경기도평송교육지원청